# Ekukhanyeni
Ekukhanyeni là một inkhundla của Eswatini, nằm ở vùng Manzini. Dân số năm 2007 là 18.085 người.